# مشرقی شیرازی
حکیم حسن مشرقی شیرازی از عرفای شیعی و از سخن‌سرایان اواخر قرن دهم و نیمهٔ اوّل قرن یازدهم ه.ق است که در هیچ‌یک از تذکره‌ها مطلبی در بارهٔ او نیامده است. مجموعه آثار مشرقی شیرازی در یک دیوان گردآوری شده که تاکنون به چاپ نرسیده است. مضامین اشعار مشرقی عرفان، حکمت، موعظه، اخلاق، مدح ائمّهٔ اطهار(ع) و... است که در قالب‌های غزل، مثنوی، قصیده، رباعی و قطعه سروده شده است. 

## آثار
دیوان حکیم مشرقی شیرازی شامل ۹ کتاب و حدود ۲۲ هزار بیت شعر است که در قالب دیوان اشعار جمع‌آوری و تنظیم شده و نسخ خطّی متعددی از آن برجای مانده اما تاکنون به چاپ نرسیده است. فهرست کتب نه‌گانهٔ این دیوان به شرح زیر است:
۱ )کتاب شمس‌المشرقین (حدود ۱۲۰۰ بیت)
۲ )کتاب شبستان انس (حدود ۲۲۵۰ بیت)
۳ )مثنوی متفرقه (حدود ۱۰۰۰ بیت) 
۴ )قصاید (حدود ۷۵۵۰ بیت)
۵ )هفت‌بند در مراثی و ترجیعات (حدود ۶۵۰ بیت)
۶ )مقطّعات (حدود ۴۵۰ بیت)
۷ )غزلیات (حدود ۹۵۰۰ بیت)
۸ )رباعیات (حدود ۴۰۰ بیت)
۹ )ساقی‌نامه (حدود ۱۵۰ بیت) و مغنّی‌نامه (در حدود ۸۳ بیت) 

## نمونهٔ اشعار
| کسی برد به سر زلف تار تار انگشت  |  | کـــه ارّه‌سان نکند شانه‌اش فکار انگشت |
| مکن به زلف بتان دست شانه ای غافل |  | که کس نزد به دم تیغ آبدار انگشت     |

* * *
| گه به بوی باده‌ای بیخود شویم |  | گه می و میخانه اندر دم کشیم   |
| در خرابات مغان بهر سجود     |  | تن به خاک و سر به پای بت نهیم |

* * *
| بیا بیا و بکن قصّۀ چــو دُر در گـــوش  |  | کز استمـاع نظامش گرفـــت گوهر گوش        |
| اگر تو را هـــوس از استماع قول خداست |  | زبــــان ببنــــد مریدانـــه و بیاور گوش |